# التنپلین
التنپلین (به آلمانی: Altenpleen) یک شهر در آلمان است که در مکلنبورگ-فورپومرن واقع شده‌است.

## خصوصیات
التنپلین ۲۰٫۰۵ کیلومترمربع مساحت دارد ۳ متر بالاتر از سطح دریا واقع شده‌است.